# Dionísio Cartuxo
Dionísio Cartuxo (Rijkel, c. 1402 — Roermond, 12 de março de 1471), também conhecido como Dionísio de Rijkel ou Dionísio de Leeuwen, foi um monge, místico, exegeta e teólogo cartuxo, autor de copiosa obra escrita. Por suas experiências místicas foi chamado de Doutor Extático.  

## Biografia
Nascido em uma família da pequena nobreza, fez seus primeiros estudos na escola da abadia beneditina de Sint-Truiden, e depois na escola pública de Zwolle, que tinha excelente reputação, onde recebeu uma sólida educação em filosofia e latim e se aprofundou no estudo de autores clássicos como Cícero, Sêneca e Virgílio, bem como escritores cristãos. Ao mesmo tempo foi influenciado pela corrente da Devoção Moderna (Devotio Moderna), que era praticada pelos Irmãos da Vida Comum, famosos pela sua piedade e devoção e pelo seu refinado preparo intelectual.
Com cerca de 17 anos solicitou admissão na Cartuxa de Roermond, mas como não tinha atingido a idade mínima necessária, o prior o enviou para a Universidade de Colônia a fim de fazer estudos preparatórios. Lá permaneceu de 1421 a 1424, completando o mestrado em Artes Liberais. Em 1425 foi aceito na Cartuxa, onde viveu o restante de sua vida, salvo por algumas missões externas para atender assuntos administrativos ou dar aconselhamento à nobreza.
No seu mosteiro fez estudos complementares, mais tarde foi ordenado padre, e ali iniciou sua produção escrita, que veio a ser uma das mais vastas de todos os tempos em seu campo de atividade. Considerava o estudo e a escrita um ato de devoção, e a sua obra é marcada pela aliança entre erudição e piedade. A disciplina que impunha a si mesmo era de extremo rigor. Segundo relatos da época, dormia muito pouco, comia deliberadamente alimentos apodrecidos, vivia basicamente de raízes, todos os dias recitava pelo menos metade dos Salmos e orava incessantemente durante suas atividades práticas. Dizia comunicar-se com os mortos e ter visões frequentes, e muitas vezes teria entrado em êxtase, às vezes desencadeados por estímulos externos, como ao ouvir música.
Parecia ter uma energia inesgotável. Cumpria suas atividades monásticas cotidianas com um empenho em geral muito além do exigido. Depois de escrever suas obras, as revisava e reescrevia melhoradas, além de indexá-las e provê-las de iluminuras. Além disso, era considerado um santo de vida irrepreensível e grande sabedoria, e em função disso desempenhou um papel relevante na política de seu tempo nos Países Baixos, sendo chamado muitas vezes para aconselhar membros da Casa de Borgonha, especialmente Filipe, o Bom, aconselhou o cardeal Nicolau de Cusa durante sua pregação de uma cruzada contra os turcos, e sua cela em Roermond era visitada assiduamente por outros nobres da região, que a ele acorriam em busca de direção espiritual ou prática.
Faleceu depois de dois anos de penosas enfermidades. Mais de cem anos após a sua morte, seu corpo foi exumado e os dedos de sua mão direita, com os quais escrevia, foram encontrados incorruptos, e segundo relatos, sua caveira exalava um suave perfume. Embora nunca tenha sido beatificado ou canonizado oficialmente, em sua vida era chamado popularmente de santo, foi chamado de beato ou santo por destacadas autoridades da Igreja, e seu nome foi inscrito em numerosos martirológios.

## Obra

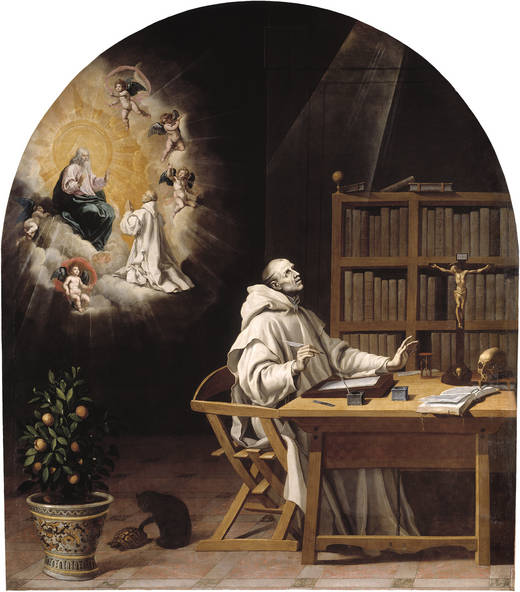
Visão de Dionísio Rijkel, o Cartuxo, pintura no mosteiro de El Paular.

Adquiriu um sólido conhecimento da maior parte da literatura teológica, filosófica e devocional antiga e recente disponível em seu tempo, incluindo autores gregos e árabes, e dominava o Direito Civil e o Direito Canônico. Uma das suas obras mais notáveis é um volumoso comentário da Bíblia, analisando-a integralmente, linha por linha, em seu sentido literal, tentando resolver inconsistências, e acrescentando seções com interpretações e explicações místicas, moralizantes, éticas ou alegóricas. Também deixou comentários sobre Boécio, Dionísio Areopagita, Pedro Lombardo, João Clímaco e outros autores, uma suma sobre a fé ortodoxa em 4 volumes, compêndios de teologia e filosofia, diálogos sobre a fé e sobre a conversão dos pecadores, obras mariológicas (onde defendeu a doutrina da Imaculada Conceição), tratados sobre as virtudes e os vícios, sobre o ascetismo, a beleza, a disciplina na Igreja, a liturgia, textos para refutação de heresias e do islamismo, um importante manual para a vida cristã, traduções de São João Cassiano, e numerosos sermões e obras menores. No geral sua obra é uma compilação e comentário de fontes anteriores, e não uma produção inovadora ou eminentemente criativa. Segundo Edmund Gurdon, "parece verdadeira maravilha que, mesmo gastando tanto tempo em preces, ele possa ter lido tão vasta quantidade de fontes, mas o que ultrapassa a compreensão é como ele encontrou tempo para, além de tudo isso, escrever tanto".
Em muitos textos ele elabora incansavelmente a oposição entre a majestade, sabedoria e beneficência infinitas de Deus e a miséria e ignorância humanas, enfatizava a necessidade de recolhimento interior e contemplação para a aquisição da sabedoria e da virtude, considerava a sociedade corrompida e defendeu constantemente a purificação da Igreja, temendo o fim iminente do mundo. Segundo Gurdon, preferia deixar de lado indagações excessivamente abstratas ou especulativas, e dizia escrever para a uma compreensão fácil pelo leigo e para a edificação das almas, afastando-as do pecado e encaminhando-as para a virtude pela via da piedade e da devoção. Não aderiu a nenhuma escola de pensamento específica, mas é considerado o último grande representante da escolástica. Sua obra escrita é uma suma da teologia medieval, tanto que era corrente em sua época e mesmo depois os eruditos dizerem que "quem leu Dionísio, leu tudo". Para Johan Huizinga, "Ele uniu o embevecimento dos grandes místicos, o mais feroz ascetismo, as constantes visões e revelações de um vidente espiritual, com uma vasta atividade de escritor teológico e conselheiro espiritual prático. [...] Entre os nomes honoráveis dos grandes teólogos medievais está o dele: Doctor ecstaticus". Sua obra completa começou a ser publicada criticamente em 1896, reunindo mais de 40 volumes.